# アオスタ
アオスタ (イタリア語: Aosta ( 音声ファイル) ; フランス語: Aoste）は、イタリア共和国北西部の都市であり、その周辺地域を含む人口約3万4000人の基礎自治体（コムーネ）。ヴァッレ・ダオスタ特別自治州の州都である。

## 名称
イタリア語: Aosta は /aˈɔsta/ と発音される。
フランス語: Aoste は /'ɔst/、/ɔst/ と発音される。 
公用語であるイタリア語・フランス語以外では、以下の名称を持つ。
- アルピタン語ソプラ方言: Aoûta [4]
- アルピタン語アオスタ方言 (it) : Oûta あるいは Veulla [4]
  - ヴァッレ・ダオスタの低地でのヴァリアント: Ohta [4]
- ヴァルザー語 (it) : Augschtal
- ピエモンテ語: Osta あるいは Aosta

歴史上は以下の名称も用いられた。
- ドイツ語: Osten
- ラテン語: Augusta Prætoria Salassorum

## 地理

### 位置・広がり
ヴァッレ・ダオスタ州の中部に位置する。アオスタの市街は、トリノの北北西約80km、ジュネーブの南東約104km、ミラノの西北西約149km、リヨンの東約194kmに位置する。北のスイス国境をなすグラン・サン・ベルナール峠から下った街である。

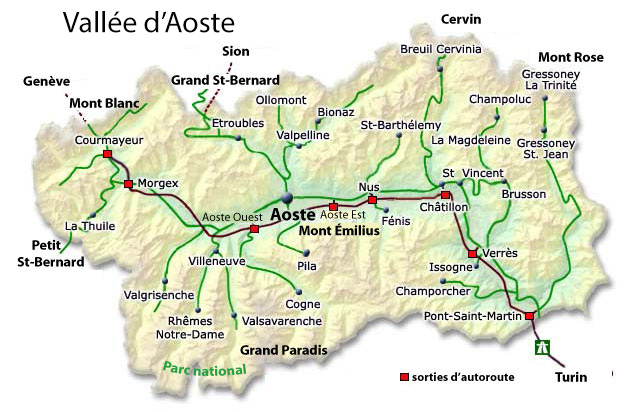
ヴァッレ・ダオスタ州地図

#### 隣接コムーネ
隣接するコムーネは以下の通り。
- シャルヴンソ
- ジニョー
- グレッサーン
- ポレアン
- ルワザン
- サン＝クリストフ
- サール

## 歴史

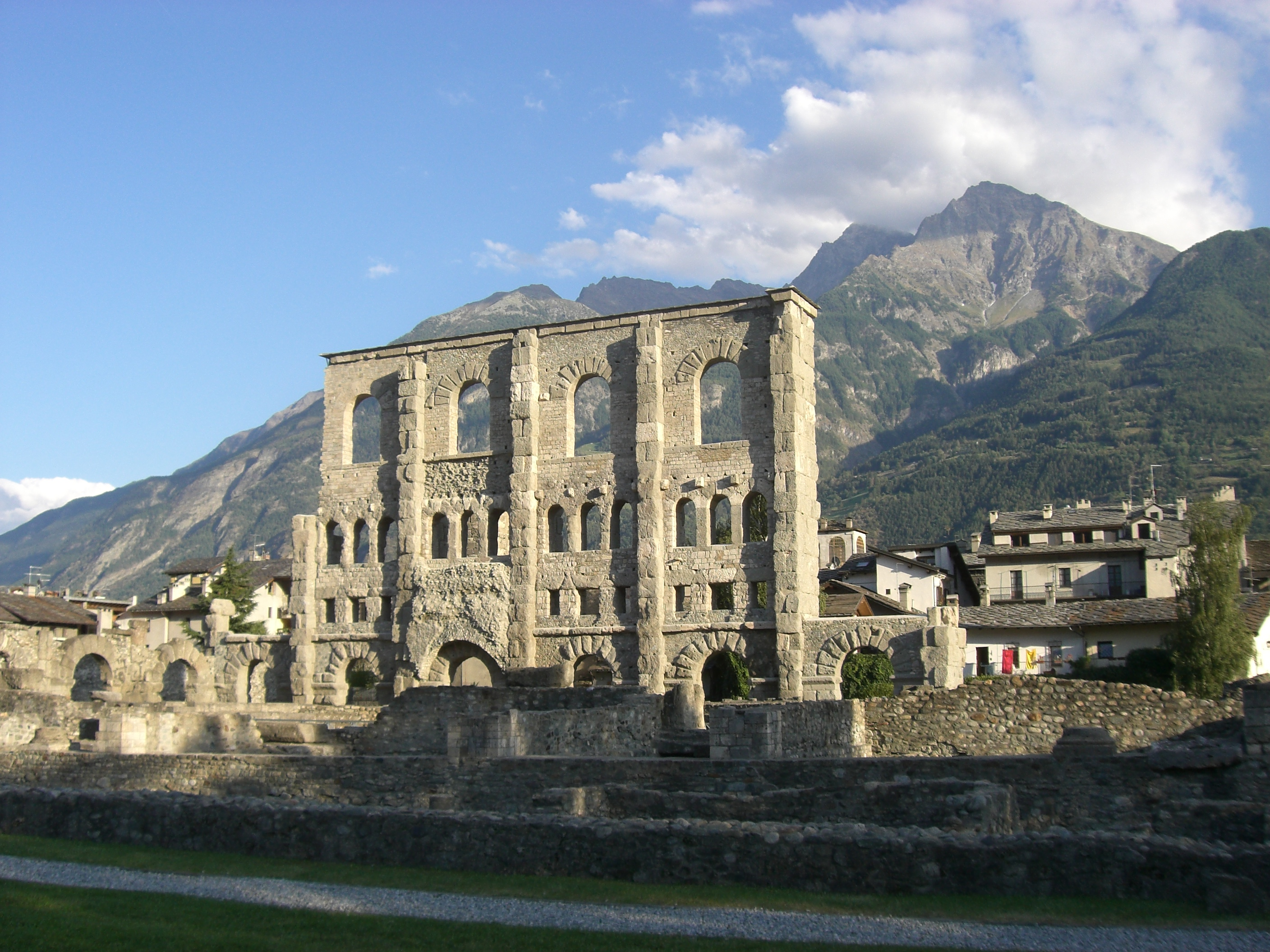
ローマ時代の劇場遺跡

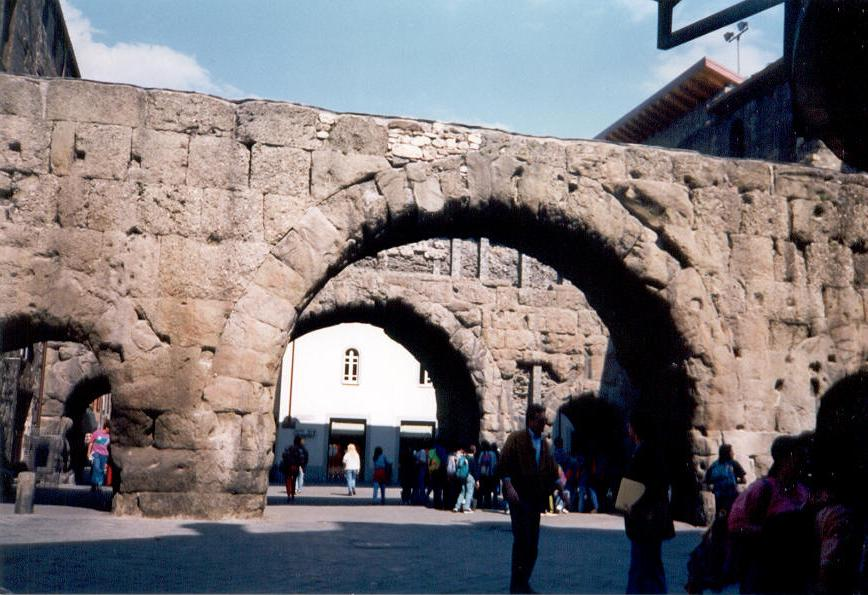
プレトリア門

アオスタには先史時代からケルト人やリグリア人 (Ligures) が定住し、のちにサラッシ人 (Salassi) の中心地となった。紀元前25年、ローマ帝国軍はこの地を征服し、サラッシ人の多くが殺され、また奴隷として売り飛ばされた。ローマ人は2つの川の合流点にアウグスタ・プラエトリア・サラッソルム（Augusta Praetoria Salassorum、単に「アウグスタ・プラエトリア」とも。名はアウグストゥス帝に因む）という都市を建設し、3000人の退役兵士を移住させた。この都市が現在のアオスタの起源である。アウグスタ・プラエトリアは、アルプス越えの2つの交通路（グラン・サン・ベルナール峠とプチ・サン・ベルナール峠）の起点にあたる重要な戦略的位置にあり、都市の構造もローマの兵営と同じ構造であった。この町は紀元前11年以降アルペス・ポエニナエ属州（アルペス・グライアエとも）の州都となり、その後数世紀にわたってローマ帝国が支配した。
西ローマ帝国の崩壊後、この都市はさまざまな民族による支配を受けた。ブルグント族（ブルグント王国）、東ゴート族（東ゴート王国）、東ローマ帝国、ランゴバルド人（ランゴバルド王国）である。フランク王国（カロリング朝）の小ピピンはランゴバルド王国を駆逐し、この都市をフランク王国に組み込んだ。小ピピンの子であるカール大帝（シャルルマーニュ）のもとでフランク王国が拡大すると、アオスタはアーヘンとローマを結ぶフランク街道 (Via Francigena) の中継地として重要な位置を占めることとなった。
カール大帝没後にフランク王国が分割された際には（ヴェルダン条約）、中部フランク王国の一部となるが、その後曲折を経て888年以降はイヴレーア辺境伯アルドゥインとベレンガーリオ1世（イタリア王）によって支配された。
10世紀、アオスタはブルグント王国（アルル王国）の一部となった。1032年にブルグント王家が断絶すると、その王位は神聖ローマ皇帝が帯びることとなり、領土は神聖ローマ帝国に組み込まれた。このとき、皇帝コンラート2世は、サヴォイア（サヴォワ）伯ウンベルト1世（サヴォイア家の家祖）にアオスタ伯の称号を与え、アオスタ一帯を封土として与えている。やがてサヴォイア家は自立した勢力を築き、シャンベリ（現在はフランス領）を首都としてサヴォイア伯国を形成する。このサヴォイア家の国家は、15世紀にサヴォイア公国、18世紀にサルデーニャ王国と名称を改め、19世紀にはイタリア統一をもたらしイタリア王国につながることになる。サヴォイア家の当主が帯びたアオスタ伯の称号は13世紀に公爵に格上げされた（アオスタ公爵領 (Duchy of Aosta) ）。アオスタ公爵領はイタリア統一に至るまで（16世紀中の約25年間と若干の時期にフランスに併合されたのを除いて）サヴォイア家の領土であり続けた。
イタリアを統一したヴィットーリオ・エマヌエーレ2世は次男にアオスタ公の称号を与え、以後その子孫であるサヴォイア＝アオスタ家が保持している。

## 行政

### 行政区画
アオスタには以下の分離集落（フラツィオーネ）がある。
- Arpuilles, Beauregard, Bibian, Bioulaz, Borgnalle, Brenloz, Busséyaz, Cache, La Combe, Les Capucins, Chabloz, Champailler, Collignon, Cossan, Cotreau, Duvet, Entrebin, Excenex, Les Fourches, Laravoire, Montfleury, Movisod, Pallin, Papet, Pléod, Porossan, La Riondaz, La Rochère, Roppoz, Saraillon, Saumont, Seyssinod, Signayes, Talapé, Tsanté, Tzambarlet, Vignole

## 人物

### 主な出身者
- アンセルムス（神学者）
- セルジオ・ペリッシエ（サッカー選手）

### 居住者・ゆかりの人物
- グザヴィエ・ド・メーストル - サルデーニャ王国出身の軍人、作家。遠征でアオスタに滞在していたとき、古城に隔離されて暮らす癩病（ハンセン病）患者と交流した経験を、のちに「アオスタ市の癩病者」として著した。

## 友好都市
- カオラック、セネガル
- ナルボンヌ、フランス
- サン・ジョルジョ・モルジェート、イタリア
- シナヤ、ルーマニア

## 写真
- アオスタのカテドラル
- アオスタに残るローマ時代の劇場跡
- アウグストゥスの凱旋門（英語版）
- アオスタ駅